# Mãng cầu Xiêm
Mãng cầu Xiêm, còn gọi là mãng cầu gai, na Xiêm, na gai, mãng cầu (danh pháp hai phần: Annona muricata) (Tiếng Anh: Soursop) tùy theo vùng trồng, nó có thể có chiều cao từ 3 - 10m, rậm, lá màu đậm, không lông, xanh quanh năm. Hoa màu xanh, mọc ở thân. Quả mãng cầu Xiêm to và có gai mềm. Thịt quả ngọt và hơi chua, hạt có màu nâu sậm. Cây mãng cầu Xiêm là cây bản địa của vùng Trung Mỹ như México, Cuba, vùng Caribe, và phía bắc của Nam Mỹ chủ yếu ở Brasil, Colombia, Peru, Ecuador, và Venezuela. Cây cũng được trồng ở Mozambique, Somalia, Uganda. Ngày nay nó cũng được trồng ở một số vùng ở Đông Nam Á, cũng như ở một số đảo Thái Bình Dương.
Cây mãng cầu Xiêm sống ở những khu vực có độ ẩm cao và có mùa Đông không lạnh lắm, nhiệt độ dưới 5 °C sẽ làm lá và các nhánh nhỏ hỏng và nhiệt độ dưới 3 °C thì cây có thể chết. Cây mãng cầu Xiêm được trồng làm cây ăn quả. Quả mãng cầu Xiêm lớn hơn mãng cầu ta rất nhiều, có khi đến có thể nặng tới 6,8 kg (15 lb), có lẽ về độ lớn nó chỉ thua quả na rừng, vỏ ngoài nhẵn chỉ phân biệt múi nọ với múi kia nhờ mỗi múi có một cái gai cong, mềm vì vậy còn có tên là mãng cầu gai.

## Trồng trọt và công dụng
Cây trồng công nghiệp cao từ 20–30 cm (7,9-12 inches), có gai, trái cây màu xanh, nặng trung bình từ 1–2 kg.

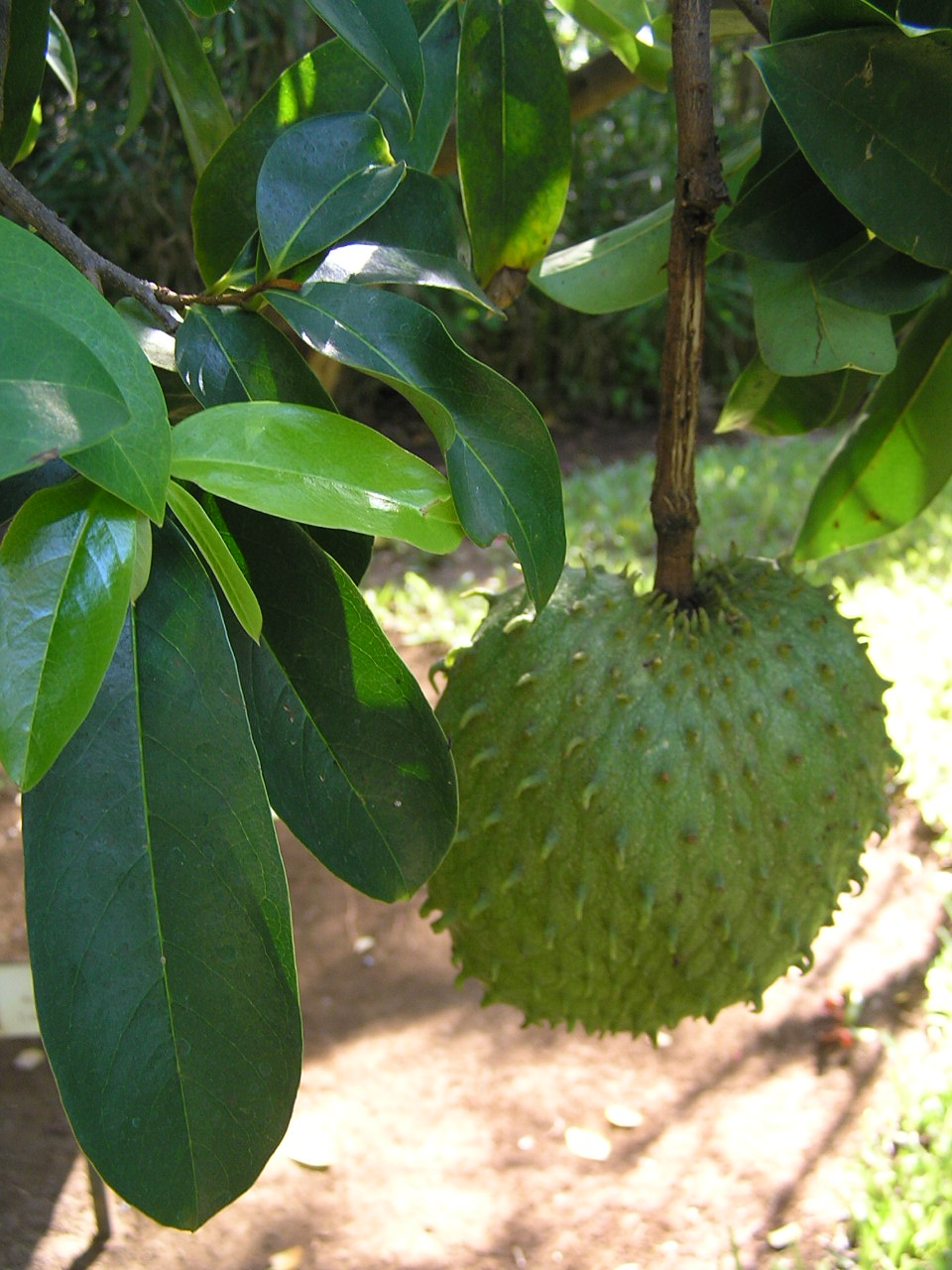
Quả mãng cầu Xiêm trên cây

Ruột trái bao gồm phần ăn được, thịt trắng, có chất xơ, và một lõi khó tiêu, hạt màu đen. Phần thịt ngọt được dùng để làm nước trái cây, cũng như bánh kẹo, kem đá bào và hương liệu kem lạnh.
Ở Mexico, Colombia và Harar (Ethiopia), nó là một loại quả phổ biến, thường được dùng làm thành phần duy nhất cho món tráng miệng, hoặc là agua fresca (tiếng Tây Ban Nha có nghĩa là nước giải khát); ở Colombia, nó là trái cây để làm nước ép, trộn với sữa. Kem và thanh kẹo trái cây làm bằng mãng cầu Xiêm cũng rất phổ biến. Hạt mãng cầu Xiêm bị bỏ ra khi làm, và khi ăn, trừ khi một máy xay sinh tố được sử dụng để xử lý.
Tại Indonesia, dodol sirsak, một loại kẹo, được làm bằng cách nấu bột mãng cầu Xiêm sôi trong nước và thêm đường cho đến khi hỗn hợp cứng lại. Mãng cầu Xiêm cũng là một thành phần phổ biến để làm các loại nước ép trái cây tươi được bán dọc đường. Ở Philippines, nó được gọi là guyabano, rõ ràng bắt nguồn từ guanabana tiếng Tây Ban Nha, và được ăn chín, hoặc sử dụng để làm các loại nước ép, sinh tố trái cây, hoặc kem. Đôi khi, họ dùng lá để làm mềm thịt. Tại Việt Nam, trái cây này được gọi là Mãng Cầu Xiêm ở phía Nam, hoặc Mãng Cầu ở phía bắc, và được dùng để làm sinh tố, làm nước quả hoặc ăn luôn. Ở Campuchia, quả này được gọi là tearb barung, nghĩa là "quả mãng cầu phương Tây." Tại Malaysia, nó được gọi là sầu riêng belanda trong tiếng Mã Lai và Đông Malaysia, đặc biệt trong tộc người Dusun của tiểu bang Sabah, nó có tên địa phương là lampun. Thông thường, nó được ăn sống khi chín, hoặc được dùng làm một thành phần trong món Ais kacang hoặc Ais Batu Campur. Thường thường, trái mãng cầu Xiêm được hái khi chúng đủ lớn và để trong một góc tối, đến khi chúng hoàn toàn chín thì mới được ăn. Cây có bông màu trắng với hương thơm hết sức dễ chịu, đặc biệt vào buổi sáng. Trong khi đối với người dân ở Brunei Darussalam loại quả này thường được gọi là "sầu riêng Salat", dễ trồng và được trồng khắp nơi.
Tại Hoa Kỳ, mãng cầu Xiêm đã được dùng bởi công ty New Bỉ Brewing để làm bia Rolle Bolle mùa hè của họ.

## Sức khỏe
Quả có chứa một lượng đáng kể vitamin C, vitamin B1 và vitamin B2.
Nghiên cứu sơ bộ bằng ống nghiệm trong phòng thí nghiệm cho thấy mãng cầu Xiêm có tiềm năng để điều trị một số bệnh nhiễm trùng. Nghiên cứu thực hiện ở vùng biển Caribbe đã đưa ra một mối liên hệ giữa sự tiêu thụ của mãng cầu Xiêm và các hình thức không điển hình của bệnh Parkinson do nồng độ rất cao của annonacin.

### Trị ung thư
Nhiều trang web trên internet quảng bá, mãng cầu Xiêm / mãng cầu Xiêm viên con nhộng để điều trị bệnh ung thư .
Theo viện Nghiên cứu Ung thư Vương quốc Anh, "không có bằng chứng cho thấy mãng cầu Xiêm có tác dụng chữa bệnh ung thư" và do đó họ không hỗ trợ việc sử dụng nó trong điều trị ung thư. Một vụ kiện liên quan đến việc bán thuốc viên Triamazon tại Vương quốc Anh, một sản phẩm từ mãng cầu Xiêm, dẫn đến sự kết tội vì bốn tội danh liên quan đến việc bán một sản phẩm y tế không có giấy phép. Thẩm phán nói rằng loại thuốc này đã không được thử nghiệm trên con người, đã không được cấp phép để sử dụng trong thị trường Anh và có thể gây ra các triệu chứng tương tự như bệnh Parkinson.
Ủy ban Thương mại Liên bang Hoa Kỳ xác định rằng "không có bằng chứng khoa học đáng tin cậy" để chắc chắn là chiết xuất của mãng cầu Xiêm được bán bởi Bioque Technologies "có thể ngăn ngừa, chữa lành, hoặc điều trị bất kỳ loại ung thư nào."

## Hóa chất độc

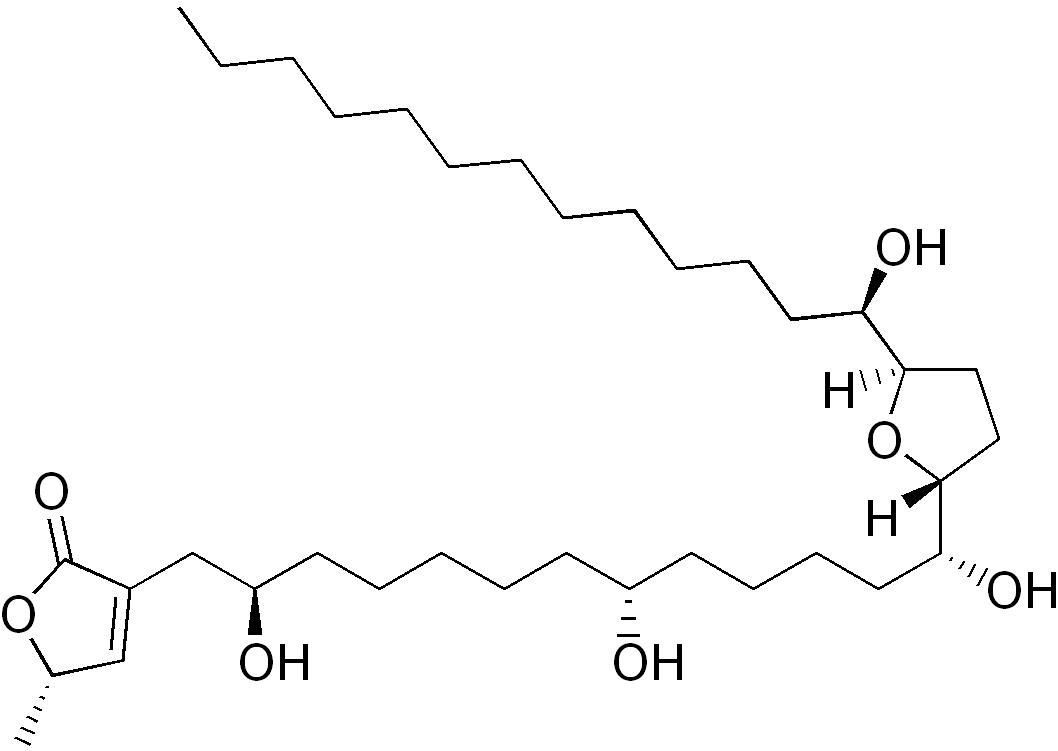
Annonacin là một chất độc thần kinh tìm thấy trong hạt mãng cầu Xiêm

Hợp chất annonacin chứa trong hạt của mãng cầu Xiêm là một chất độc thần kinh và nó có vẻ là nguyên nhân gây ra một bệnh thoái hóa thần kinh. Nhóm người duy nhất được biết bị ảnh hưởng trực tiếp sống trên đảo Guadeloupe ở biển Caribe và các vấn đề xảy ra có lẽ do việc tiêu thụ quá nhiều loại cây có chứa annonacin. Các rối loạn được gọi là tauopathy có liên hệ đến sự tích lũy bệnh lý của tau protein trong não. Những kết quả thực nghiệm đã xác nhận một cách chắc chắn lần đầu tiên rằng cây có chứa chất độc thần kinh annonacin chịu trách nhiệm về sự tích lũy này.

## Liên kết ngoài

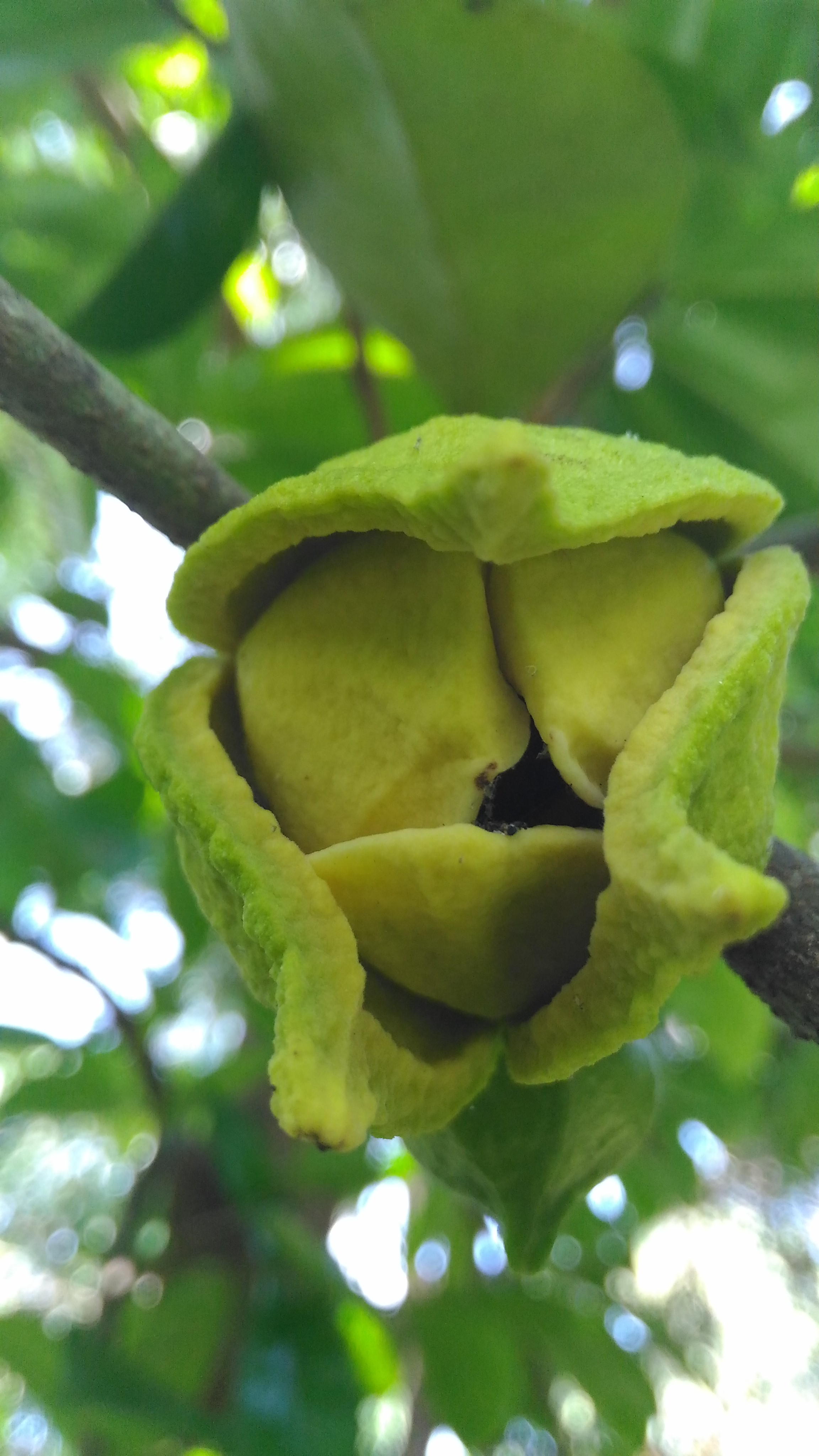
Hoa mãng cầu xiêm